# Trojans
Trojans è il singolo di debutto del gruppo musicale australiano Atlas Genius, pubblicato nel maggio 2011 indipendentemente. Successivamente è stato ripubblicato l'11 maggio 2012 dalla Warner Bros. Records, con cui la band riuscì ad ottenere un contratto discografico dopo il successo ottenuto dalle vendite online del singolo.
Il brano è stato successivamente inserito nell'EP degli Atlas Genius Through the Glass e nel loro album d'esordio When It Was Now, ed è stato utilizzato nella colonna sonora del film del 2015 Project Almanac - Benvenuti a ieri, insieme ad altri due brani della band, Electric e Trough the Glass.

## Video musicale
Il video musicale, diretto da Claire Marie Vogel, è stato pubblicato il 12 novembre 2012.

## Tracce
1. Trojans – 3:36

## Formazione
- Keith Jeffery – voce, chitarra
- Steven Jeffery – basso
- Michael Jeffery – batteria, percussioni
- Darren Sell – tastiera

## Classifiche

### Classifiche settimanali
| Classifica (2013)               | Posizione massima |
| ------------------------------- | ----------------- |
| Stati Uniti (heatseekers)       | 15                |
| Stati Uniti (alternative)       | 4                 |
| Stati Uniti (adult alternative) | 8                 |
| Stati Uniti (rock)              | 17                |
| Stati Uniti (radio)             | 97                |
| Stati Uniti (rock airplay)      | 4                 |

### Classifiche di fine anno
| Classifica (2013)          | Posizione |
| -------------------------- | --------- |
| Stati Uniti (alternative)  | 10        |
| Stati Uniti (rock)         | 35        |
| Stati Uniti (rock airplay) | 8         |